# Шнипек
Шнипек (исп. Xnipec, произношение майя: [ʃni'pek]; означает «собачий нос»)  — острый сырой овощной соус, употребляемый на полуострове Юкатан, приготовленный из перца хабанеро, фиолетового лука, сока горького апельсина, и соли. Иногда также используют орегано, уксус, лавровый лист, кориандр или перец . Если используется сладкий апельсин, можно добавить лимонный сок, чтобы подкислить его; если используется кислый апельсин, в этом нет необходимости.
В обиходе также называют юкатанским соусом (salsa yucateca) или маринованным луком (cebollas encurtidas) . Поскольку майяско-испанская транслитерация не стандартизирована, способы письма различны; другие распространенные варианты написания — ixnipec, xnepec, xni'pek, ni'peek, x-ni-pec, xnepek и т. д., где peek означает «собака», а ni означает «нос».
Он похож на другой очень популярный в Мексике соус-сальсу, пико-де-гайо, и распространён в кухне полуострова, где его регулярно используют для сопровождения различных типичных блюд, включая чоколомо, сальпикон, пок чук и тикин шик. Это традиционное дополнение к свинине кочинита пибиль, а также к панучосу.
Чили хабанеро считается одним из самых острых по шкале Сковилла, хотя количество добавляемого перца чили — по вкусу. Из-за того, что блюдо настолько острое, любого, кто осмелится его попробовать, предупреждают, что его нос будет потеть, как у собаки, отсюда и его название.